# Villa de Nerón

Plano del Santuario de Olimpia. La Villa de Nerón estaba en el n.º 33.

La Villa de Nerón, junto con un arco de triunfo que lleva su nombre, fueron edificados al noreste del Templo de Zeus Olímpico.
Nerón para hacer coincidir su estancia en Olimpia con los juegos Olímpicos, ordenó adelantarlos dos años, celebrándose la 211 Olimpiada en el año 67 en lugar del 69; e hizo demoler edificaciones griegas anteriores para construir su villa encima.
La residencia palaciega de Nerón, debió constar de varias estancias con peristilos. En la parte este se encontró un edificio de gran tamaño y de forma octogonal que se ha sugerido que podría haber sido una instalación termal.
El arco de triunfo se erigió al este del Bouleteurión. Fue utilizado por las comitivas romanas que llegaban a Olimpia por mar y remontaban el río Alfeo hasta el Santuario. Fue tapiado posteriormente con ladrillos por los eleos.
Puesto que Pausanias no menciona ni la villa ni el arco, y a que las fases constructivas conocidas son de los siglos II y III, es altamente improbable que se construyeran durante el reinado de Nerón.